# Canoagem nos Jogos Pan-Americanos de 2011 - K-2 200 m masculino
A competição do K-2 200 metros masculino foi um dos eventos da canoagem nos Jogos Pan-Americanos de 2011. Foi disputada na Pista de Remo e Canoagem, em Ciudad Guzmán, nos dias 27 e 29 de outubro.

## Calendário
Horário local (UTC-6).
| Data          | Horário | Fase          |
| ------------- | ------- | ------------- |
| 27 de outubro | 12:45   | Eliminatórias |
| 27 de outubro | 13:35   | Semifinal     |
| 29 de outubro | 10:45   | Final         |

## Medalhistas
| Ouro   | CAN Ryan Cochrane e Hugues Fournel  |
| Prata  | ARG Miguel Correa e Rubén Voizard   |
| Bronze | BRA Givago Ribeiro e Gilvan Ribeiro |

## Resultados

### Eliminatórias
Os três melhores em cada bateria se classificaram diretamente para a final e os restantes disputaram a semifinal.
Bateria 1
| Pos. | Canoísta                            | País          | Tempo  | Obs. |
| ---- | ----------------------------------- | ------------- | ------ | ---- |
| 1    | Ryan Cochrane, Hugues Fournel       | CAN Canadá    | 31.928 | QF   |
| 2    | Gilvan Ribeiro, Givago Ribeiro      | BRA Brasil    | 33.237 | QF   |
| 3    | Jesús Colmenares, José Ramos        | VEN Venezuela | 34.073 | QF   |
| 4    | Santos Marroquín, Agustín Medinilla | MEX México    | 34.171 | QS   |
| 5    | Richard Girón, Kevin Rivas          | GUA Guatemala | 39.842 | QS   |

Bateria 2
| Pos. | Canoísta                        | País               | Tempo  | Obs. |
| ---- | ------------------------------- | ------------------ | ------ | ---- |
| 1    | Miguel Correa, Rubén Voizard    | ARG Argentina      | 32.218 | QF   |
| 2    | Ryan Dolan, Timothy Hornsby     | USA Estados Unidos | 32.891 | QF   |
| 3    | Reinier Mora, Fidel Vargas      | CUB Cuba           | 32.909 | QF   |
| 4    | Víctor Barón, Yimi Urrego       | COL Colômbia       | 34.836 | QS   |
| 5    | Yauntung Cueva, César de Cesare | ECU Equador        | 44.848 | QS   |
| 6    | Krishna Angueira, Édgar Padro   | PUR Porto Rico     | 49.097 | QS   |

### Semifinal
Os três primeiros colocados se classificaram para a final.
| Pos. | Canoísta                            | País           | Tempo  | Obs. |
| ---- | ----------------------------------- | -------------- | ------ | ---- |
| 1    | Santos Marroquín, Agustín Medinilla | MEX México     | 35.374 | QF   |
| 2    | Víctor Barón, Yimi Urrego           | COL Colômbia   | 36.386 | QF   |
| 3    | Yauntung Cueva, César de Cesare     | ECU Equador    | 36.519 | QF   |
| 4    | Krishna Angueira, Édgar Padro       | PUR Porto Rico | 37.375 |      |
| 5    | Richard Girón, Kevin Rivas          | GUA Guatemala  | 38.318 |      |

### Final
| Pos.              | Canoísta                            | País               | Tempo  | Obs. |
| ----------------- | ----------------------------------- | ------------------ | ------ | ---- |
| Medalha de ouro   | Ryan Cochrane, Hugues Fournel       | CAN Canadá         | 32.375 |      |
| Medalha de prata  | Miguel Correa, Rubén Voizard        | ARG Argentina      | 32.494 |      |
| Medalha de bronze | Gilvan Ribeiro, Givago Ribeiro      | BRA Brasil         | 32.902 |      |
| 4                 | Reinier Mora, Fidel Vargas          | CUB Cuba           | 33.280 |      |
| 5                 | Ryan Dolan, Timothy Hornsby         | USA Estados Unidos | 33.403 |      |
| 6                 | Santos Marroquín, Agustín Medinilla | MEX México         | 34.588 |      |
| 7                 | Yauntung Cueva, César de Cesare     | ECU Equador        | 34.658 |      |
| 8                 | Jesús Colmenares, José Ramos        | VEN Venezuela      | 34.779 |      |
| 9                 | Víctor Barón, Yimi Urrego           | COL Colômbia       | 34.801 |      |